# Petit-Pont
Petit-Pont (česky Malý most) je kamenný most přes řeku Seinu v Paříži. Spojuje ostrov Cité (4. obvod) s 5. obvodem na levém břehu.

## Historie
První dřevěný most v těchto místech existoval již v římské době. Jeho název Malý most se používal pro odlišení od Grand-Pont neboli Velký most (v současnosti Pont au Change), který vedl z ostrova Cité přes širší rameno řeky na pravý břeh.
V roce 1185 zde byl vystavěn nový dřevěný most, který však zničila povodeň v roce 1196. Mezi lety 1200–1390 zde bylo vystavěno postupně pět mostů. V roce 1394 zde nechal postavit další most o třech obloucích Karel VI. Tento most byl obnoven mezi lety 1406–1416 a vydržel až do 18. století. V roce 1718 byl zničen požárem a o rok později byl nahrazen novým dřevěným mostem. V roce 1850 se započalo se stavbou kamenného mostu, který byl otevřen v roce 1853.

## Architektura
Most je kamenný o jediném oblouku, jeho celková délka činí 32 metry a šířka 20 metrů (12 m vozovka a 4 m pro každý chodník).